# Mellinghausen
Mellinghausen là một đô thị thuộc the huyện Diepholz, trong bang Niedersachsen, Đức. Đô thị này có diện tích 24,41 km².